# Кимсуджа
Кимсуджа (Kimsooja; род. 1957, Тэгу, Южная Корея) — современная корейская художница.

## Биография
Кимсуджа родилась в 1957 в Тэгу, Южная Корея. Изучала искусство в Университете Гонк-Ик, Сеул. Живет и работает в Нью-Йорке. Участвовала в Венецианской биеннале (2001, 2005, 2007, 2013), Биеннале Уитни (2002), Московской биеннале (2009), документе (2017).

## Творчество
Видео и инсталляции Кимсуджи размывают границы эстетики и трансцендентного опыта при помощи повторяющихся действий, медитативных практик и серийных форм. Во многих её произведениях повседневные действия, такие как шитьё или стирка, становятся многозначными или перформативными.
Центральным для работ художницы является боттари, традиционное корейское покрывало, которое используется для упаковки и хранения личных вещей. Кимсуджа трансформирует боттари в философскую метафору для структур и связей.
В видео, в которых она выступает в роли различных персонажей («Женщина-игла», «Нищая», «Бездомная»), она приводит нас к размышлениям о человеческой природе, предлагая открытые перспективы посредством которых она представляет и подвергает сомнению реальность. Используя собственное тело, отвернувшись от камеры, Кимсуджа становится невидимой - зритель буквально видит и реагирует через неё. Несмотря на яркие цвета и плотность образов, работы Кимсуджи подчёркивают метафизические изменения в художнике и зрителе.

### Женщина-игла
Работа «Женщина-игла»en (1999–2001) является одновременно документацией серии одинаковых перформансов и эффектной видеоинсталляцией, состоящей из четырёх проекций (в расширенной версии — из восьми проекций). На каждом из экранов — неподвижно стоящая спиной к зрителю художница в людском потоке одного из мегаполисов мира: Гаваны, Дели, Иерусалима, Каира, Лагоса, Лондона, Мехико, Нджамены, Нью-Йорка, Парижа, Патана, Рио-де-Жанейро, Саны, Токио или Шанхая (в разных сочетаниях). Первым был снят перформанс в Токио в 1999 году.
Художница одета неярко, её длинные волосы собраны назад в один хвост. Этот простой хвост дополнительно подчёркивает остроту неподвижного тела художницы. Люди проходят мимо, многие не обращают на застывшую фигуру внимания. Другие пытаются быстро осмотреться, чтобы понять, что происходит. Кто-то возвращается и фотографирует странную незнакомку. Юные жители Лагоса сами встают невдалеке, но так, чтобы попасть в кадр. Женщина-игла, не двигаясь с места, проходит сквозь людской поток.

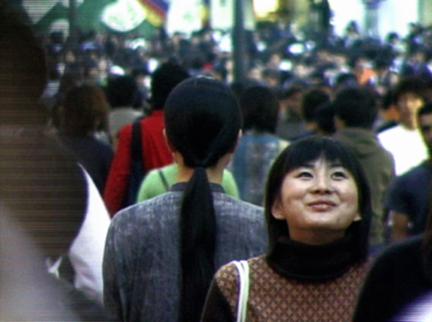
Кимсуджа, «Женщина-игла» (1999), кадр из токийского видео.
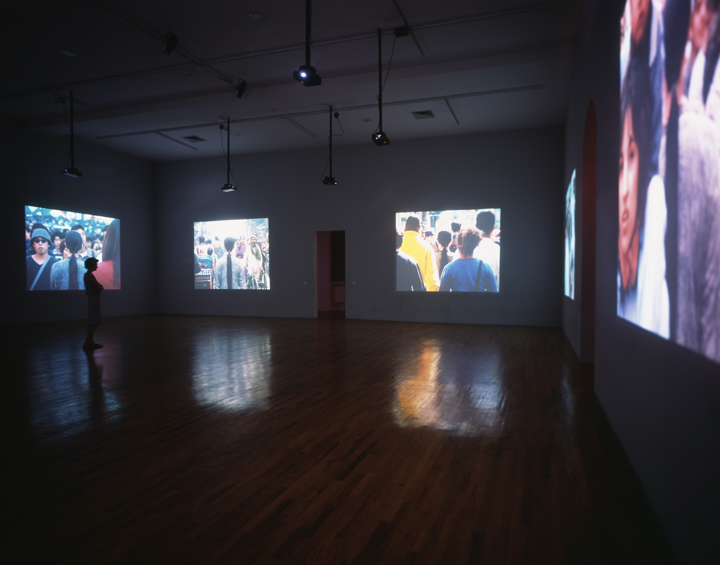
«Женщина-игла», вид экспозиции в музее PS1en (2001).

## Персональные выставки
- 2009 Mumbai: A Laundry Field, Continua Gallery, Le Moulin, Франция
- 2009 Baltic Center for Contemporary Art, Великобритания
- 2009 An Album: Hudson Guild, MORE Art, Нью-Йорк
- 2008 Black Box: Kimsooja, Hirshhorn Museum and Sculpture Garden, Вашингтон
- 2008 Lotus: Zone of Zero, Rotonde Ravenstein, Korean Art Festival, BOZAR, Брюссель
- 2008 To Breathe: Invisible Mirror / Invisible Needle, San Francisco Art Institute, Сан-Франциско
- 2008 A Video Album, Raffaella Cortese Gallery, Милан
- 2008 A Mirror Woman: The Sun & The Moon, Shiseido Gallery, Токио
- 2008 Mumbai: A Laundry Field, Continua Gallery, Пекин
- 2007 Mumbai: A Laundry Field, Kewenig Gallery, Кёльн
- 2007 A Wind Woman, La Fabrica, Мадрид
- 2006 To Breathe - A mirror woman, Museo Nacional Centro de Arte Reina Sofía, Мадрид
- 2006 To Breathe / Respirare, La Fenice Theater, Венеция
- 2006 To Breathe: Invisible Mirror / Invisible Needle, Teatre Chatelet, Nuit Blanche, Париж
- 2006 Kimsooja, Magasin 3, Стокгольм
- 2006 A Wind Woman, Peter Blum Gallery, Chelsea, Нью-Йорк
- 2006 A Wind Woman, The Project, Нью-Йорк
- 2005 Journey into the World, The National Museum of Contemporary Art, Афины
- 2005 Seven Wishes and Secrets, MIT List Gallery, Кембридж
- 2005 Conditions of Anonymity, The 59th Minute & performance at Times Square, Creative Time, Нью-Йорк
- 2005 Bottari, Cologne 2005, Kewenig Gallery, Кёльн
- 2004 A Needle Woman, Екатеринбург, Россия
- 2004 Videos in Progress, The RISD Museum, Род-Айленд
- 2004 Kimsooja, Galerie Raffaella Cortese, Милан
- 2004-2003 Conditions of Humanity, Museum Kunst Palast, Дюссельдорф; Padiglione d'Arte Contemporanea, Милан; Museum of Contemporary Art, Леон
- 2003 Zacheta National Gallery of Contemporary Art, Варшава
- 2003 Mandala: Zone of Zero, The Project, Нью-Йорк
- 2003 A Mirror Woman, Crossings 2003: Hawaii / Korea, Honolulu City Hall, Гавайи
- 2002 A Laundry Woman, Kunsthalle, Вена
- 2002 A Laundry Woman, Image Passage, Музей-Шато, Анси
- 2002 A Mirror Woman, Peter Blum Gallery, Нью-Йорк
- 2001 A Needle Woman, P.S.1 Contemporary Art Center, Нью-Йорк
- 2001 A Needle Woman, Kunsthalle Bern, Берн
- 2001 Bottari 2001, Sprengel Museum, Ганновер
- 2001 INOVA, Милуоки
- 2001 A Laundry Woman, Палаццо Делла Посте, Триест
- 2000 A Needle Woman - A Woman Who Weaves the World, Rodin Gallery, Сеул
- 2000 A Needle Woman, ICC, Токио
- 1999 A Needle Woman, CCA Китакюсю
- 1997 Sewing into Walking, MAGASIN, Национальный центр современного искусства Гренобля
- 1997 A Laundry Field / Sewing into Walking Looking into Sewing, Oakville (Centennial Gallery) Онтарио
- 1997 Deductive Object, Akira Ikeda Gallery, Нагоя
- 1997 Bottari, Harbourfront Premiere Dance Theater, Торонто
- 1994 Sewing into Walking, Gallery Seomi, Сеул
- 1992 Hankook Gallery, Сеул
- 1991 Gallery Hyundai, Сеул
- 1989 On Gallery, Осака
- 1988 Gallery Hyundai, Сеул